# Mrtvo dizanje
Mrtvo dizanje ili engleski deadlift jedna je od osnovnih vežbi snage i uz potisak sa klupe i čučanj jedna od tri discipline u powerliftingu.

## Izvođenje
Dok teg iz mrtve pozicije leži na podu ne sme se stajati previše blizu niti predaleko od šipke. U početnom položaju stopala su u širini kukova s prstima okrenutim malo prema spolja. Ruke su skroz opružene. Pri podizanju tega gura se iz peta, a ne prednjim delom stopala. Kolena moraju pratiti smer prstiju, a ne smeju se kriviti prema unutra za vreme podizanja. Nakon dizanja u ispruženi položaj, izvodi se spuštanje ravnim leđima i blago savijenim kolenima sve dok teg ne dotakne pod.